# 定陶之戰 (東漢)
定陶之戰，是東漢末年在曹操統一華北的戰爭中，曹操攻佔定陶，驅逐呂布勢力出兗州的作戰。
曹操在濮陽之戰攻打呂布後，在袁绍帮助下，再次重整旗鼓。興平二年（195年）春天，曹操侵襲定陶(今山東定陶西北)的呂布軍。濟陰太守吳資守衞南城，未能攻拔。正好呂布殺至，又擊破呂布軍。同年五月，曹操派先前被呂布部將薛蘭、李封所杀的李的儿子李整率李乾的军队随诸将进攻定陶，攻打駐軍鉅野的薛兰、李封。呂布親自援救，被曹操擊敗，呂布被迫撤退而走。曹操殲滅鉅野守軍，斬殺薛蘭、李封，乘勝進駐乘氏。
此時，曹操獲悉徐州牧陶謙已死，打算趁機奪取徐州，再回軍消滅呂布。謀士荀彧指出，兗州是成就霸業爭奪天下的基地。當前應抓緊戰機，收割熟麥，儲存糧秣，積蓄實力，先集中力量消滅心腹之患呂布。然後進軍討伐割據揚州的袁術，控制淮、泗流域。如現在遠征徐州，呂布必定趁虛而入，兗州郡縣可能陷落呂布之手。前攻徐州多所殺戮，必然人自為戰，無降服心，即能破之，亦難據有。倘若徐州軍民堅壁清野，嚴陣以待，一時不能攻克，您將陷於進退失據，無家可歸的危險境地。曹操採納荀彧的意見，放棄進攻徐州的企圖。不久，呂布從東緡出發與陳宮會合，率領超過一萬大軍，進擊曹操。當時，曹操軍隊在外收麥，留營者不過千人。營西有長堤，其南方為樹林。曹操當即集結部隊，以主力埋伏在長堤之後，派一部兵力列陣挑戰。呂布以為曹操兵少，率軍急攻，被曹操誘入設伏地域後，伏兵突起，步騎聯合夾擊，呂布軍大敗潰逃。曹操緊隨追擊，進抵呂布營寨，呂布無力出戰，又恐被曹軍圍攻，遂連夜棄營撤往徐州投奔新領徐州牧的劉備。曹操乘勝攻取定陶城，並分別派出部隊收復兗州各縣。